# Bhuntar
Bhuntar é uma cidade e uma nagar panchayat no distrito de Kullu, no estado indiano de Himachal Pradesh.

## Demografia
Segundo o censo de 2001, Bhuntar tinha uma população de 4260 habitantes. Os indivíduos do sexo masculino constituem 55% da população e os do sexo feminino 45%. Bhuntar tem uma taxa de literacia de 80%, superior à média nacional de 59.5%; a literacia no sexo masculino é de 84% e no sexo feminino é de 76%. 11% da população está abaixo dos 6 anos de idade.